# Otto Rieth
Otto Rieth (Stoccarda, 9 giugno 1858 – Stoccarda, 10 settembre 1911) è stato un architetto, pittore e scultore tedesco, considerato una figura centrale dello stile architettonico monumentale.

## Carriera
Iniziò lavorando per poco più di un decennio (1883-1894) nello studio di Paul Wallot, dove si impegnò alla realizzazione della sede del parlamento tedesco, il Palazzo del Reichstag a Berlino.

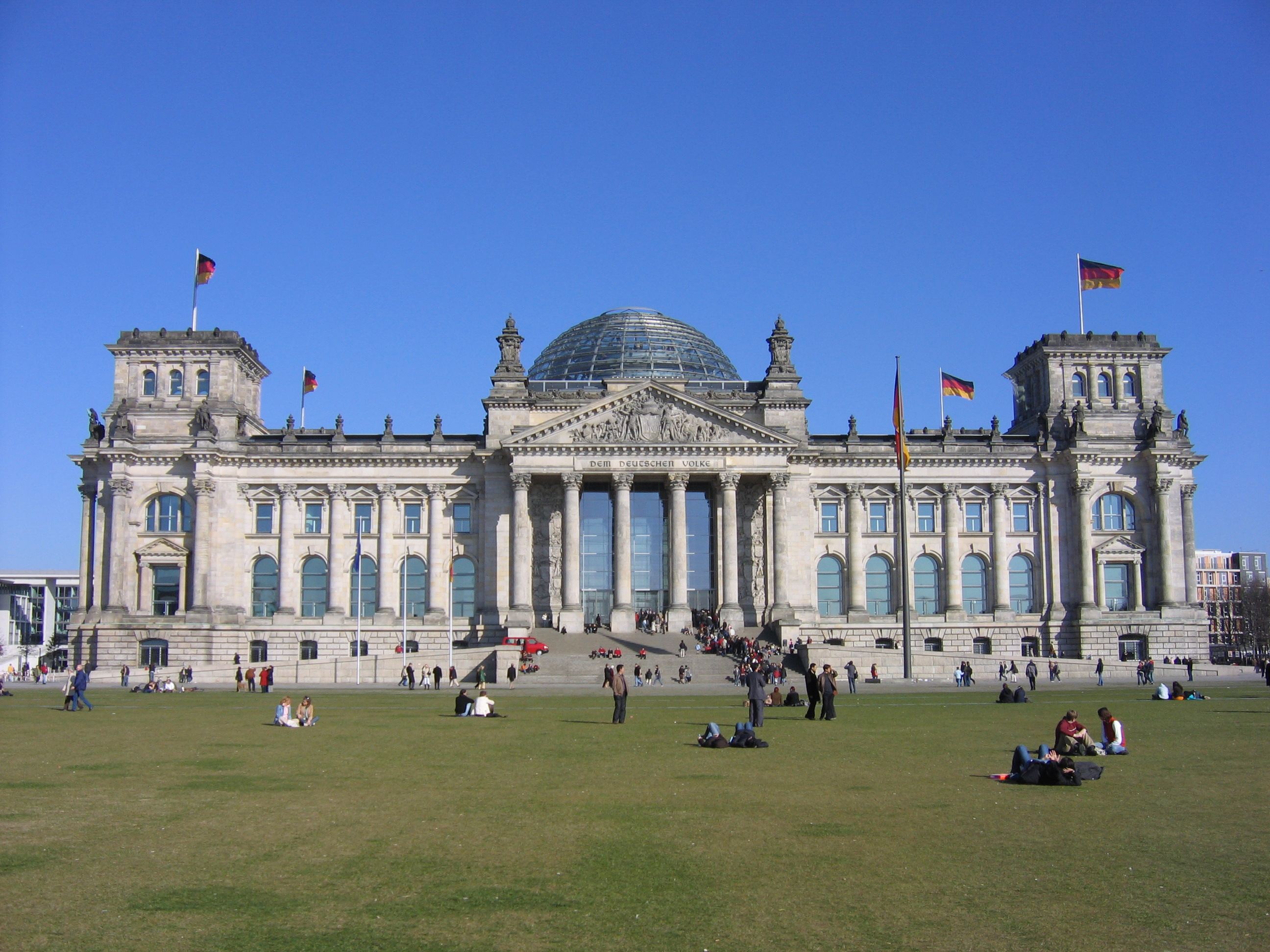
Palazzo del Reichstag

Dopo aver lasciato lo studio di Paul Wallot, lavorò prevalentemente a Berlino, progettando case private ed edifici commerciali.
Per quanto riguarda l'edilizia privata si possono ricordare Casa Lutz (1892-1893) a Steglitz e Casa Staudt (1898-1900), nel quartiere del Tiergarten.
Per quanto riguarda invece la progettazione di grandi magazzini tra i suoi lavori si distinguono il Tiedermann e il Mohrenstrasse (1900-1901). In entrambi i negozi, Rieth sviluppò i temi già utilizzati da Alfred Messel nel suo grande magazzino Wertheim a Berlino; composto da alte arcate con montanti sottili che incorniciano il frontale in vetro. La pianificazione dei magazzini risultò funzionale, in quanto aumentò i piani di vendita nella massima misura possibile sfruttandone a pieno lo spazio disponibile per la vendita.
Dal 1897 al 1910 si dedicò anche all'insegnamento presso la scuola annessa al Kunstgewerbemuseum di Berlino e insieme ai colleghi Bruno Schmitz e Wilhelm Kreis, esponenti di spicco della scuola e tutti i seguaci di Paul Wallot, prese a far parte a un gruppo di architetti che sviluppò uno stile architettonico monumentale.

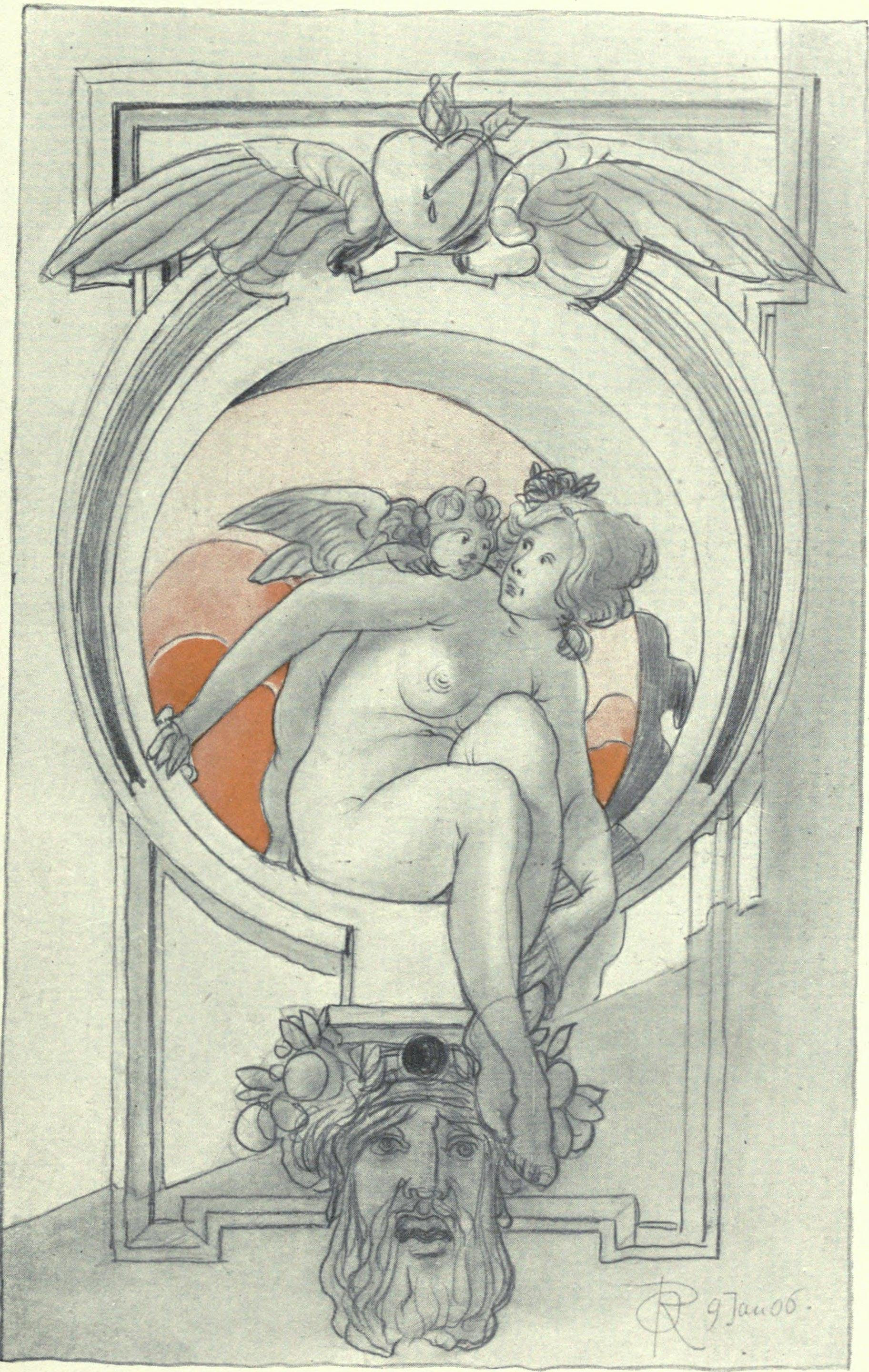
Schizzo a china e acquarellato di Rieth

## Stile architettonico monumentale
Rieth divenne il massimo esponente dello stile architettonico monumentale, che caratterizzo il boom nell'edilizia pubblica verificatosi a cavallo tra i due secoli. Si tratta di uno stile di disegno architettonico fantastico, che rivisita i movimenti del Tardo Rinascimento e del Barocco, giocando sui contrasti tra superfici piane e osando prospettive audaci. Secondo Rieth, che sostiene le sue attestazioni con un discorso di tipo storico, l'architettura deve passare oltre il divario tra arte e decorazione per diventare, nel senso più alto della parola, arte decorativa, in cui si attua la sinergia tra architettura, scultura e pittura.